# Pitta pitta
Pitta pitta är ett utdött australiskt språk. Pitta pitta talades i Queensland. Pitta pitta tillhörde de pama-nyunganska språken.